# Fiesta del Pastor
La Fiesta del Pastor se celebra todos los años, el día [30 de octubre] en la Vega de Enol, al lado de los lagos de Covadonga, Picos de Europa, en el Principado de Asturias.
El primer año en el que se celebró la fiesta fue en [1939].
Fue declarada Fiesta de Interés Turístico en 1965, a día de hoy son declaradas de Interés Turístico de Asturias.
En 1994 el galardón de Premio Príncipe de Asturias al Pueblo Ejemplar fue concedido a la comunidad de pastores de los picos de Europa.

## Actos
Desde Cangas de Onís, a las ocho de la mañana en punto salen los romeros hacia la vega del lago Enol, siendo la única noche del año en la que está permitida la acampada.
La fiesta comienza con la tradicional misa en la Capilla del Buen Pastor a las diez de la mañana. Una vez acabada la misa se reúne el Consejo Abierto la Corporación y el Consejo de Pastores. Una vez reunido se efectúa el reparto equitativo de pastos, se elige al administrador de los pastos que se encarga de aplicar la  ley y a la pastora más guapa.
Durante el día se efectúan juegos rurales, carrera de caballos a pelo, concurso-exposición de artesanía tradicional, actuación de grupos folclóricos y la escalada a la Porra de Enol.
- Datos: Q5861772